# Stanislav Horváth
Stanislav Horváth (* 14. Dezember 1945 in Sládečkovce, Tschechoslowakei) ist ein Münchner Maler und Bildhauer. Neben Gemälden und Aquarellen widmet er sich auch Installationen und Skulpturen.

## Leben und Werdegang
Geboren in der Slowakei, studierte er an der Ingenieurschule für Keramik, Karlsbad. Nach seiner Emigration 1968 nach Deutschland erweiterte er sein Studium an der Akademie der Bildenden Künste in München. Dieser Stadt, in der er auch sein Atelier in der Türkenstraße hatte, blieb er bis 2018 treu. Danach verlagerte er seinen Schaffensmittelpunkt nach Bayreuth, wo er derzeit lebt.

## Werke (Auswahl)
- Ökoskulptur, 1988[2]
- Still Life of Flowers, 1995, Öl/Nessel[3]
- Google, die Suchmaschine, 2007, Öl/Nessel[4]
- Leibnitz machina arithmetica, 2008, Öl/Nessel
- Royal Match, 2009, Öl/Nessel
- Herzen-Werkstatt, Schweriner Dom, 2021, Installation[5]

## Ausstellungen (Auswahl)
- Büro Berlin, 1981
- Projekt 18, Kopenhagen, 1983
- Gallery Blom & Dorn, New York, 1984
- Kunstverein Kassel, 1985
- Gallery Blom & Dorn, New York, 1986
- Galerie c/o Suti, Bern, 1987
- Galerie der Künstler, München, 1988
- Gallery Blom & Dorn, New York, 1989
- Kunstverein Kassel, 1990
- Galerie c/o Suti, Bern, 1990
- Staatsgalerie moderner Kunst, München, 1991
- Kunstmuseum Breslau, 1992
- Galerie c/o Suti, Bern, 1993
- Artothek, Ignaz-Günther-Haus, am Stadtmuseum, 1994
- „SEDA CIHLA“, 60 Exil, Städtische Galerie Klatovy, Tschechien, 1994
- Galerie c/o Suti, Bern, 1996
- Staatsgalerie Moderner Kunst, München, 1996
- Bayerische Kunst unserer Tage, Nationalgalerie Bratislava, Slowakei, 1998
- Schleswig-Holstein-Haus, Kulturforum der Landeshauptstadt Schwerin, 1998
- St. Markus Kirche München- „Bauhütte“, Installation, 2000
- Artothek München mit Matthias Wähner, 2004
- Teilnahme an der Internationalen Ausstellung „Die Revolution der Welt“, 2005-2006-2007: Ex-Convento de San Lorenzo, C.E.C., Allende, I.P.N. Mexiko D.F./Mexiko
- Neue Gesellschaft für Bildende Kunst, Berlin-Kreuzberg, Deutschland
- Galerie der Künstler, Völkerkundemuseum München, München, Deutschland
- Centro de Arte Contemporaneo Wilfredo Lam, La Habana, Cuba
- Galerie Kampl, München, 2008
- Benefizaktion der PIN. 28.11.2009 in der Pinakothek der Moderne München, mit Auktionskatalog
- Sparkasse München-Starnberg, Starnberg, 2010

## Öffentliche Sammlungen
- Staatsgalerie moderner Kunst, München
- Staatliche graphische Sammlungen, München
- Arbeitsministerium München
- Staatskanzlei München
- Sammlungen der Deutschen Bank AG, Frankfurt/Main
- LfA Förderbank, Bayern
- Siemens Zentrale, Wittelsbacher Platz, München
- Bundesfinanzhof, München

## Publikationen

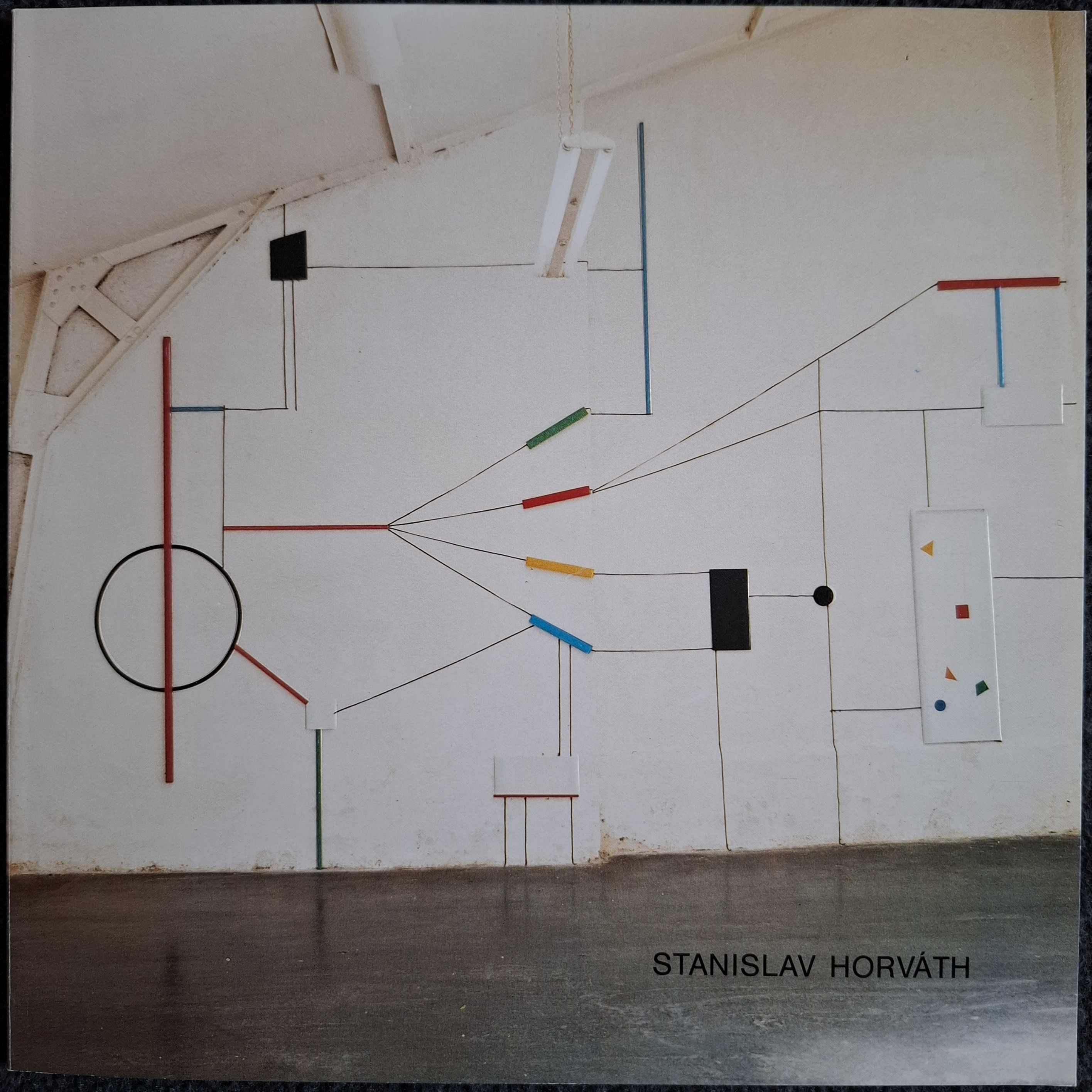
Stanislav Horváth - Katalog Blom & Dorn Gallery - Cover

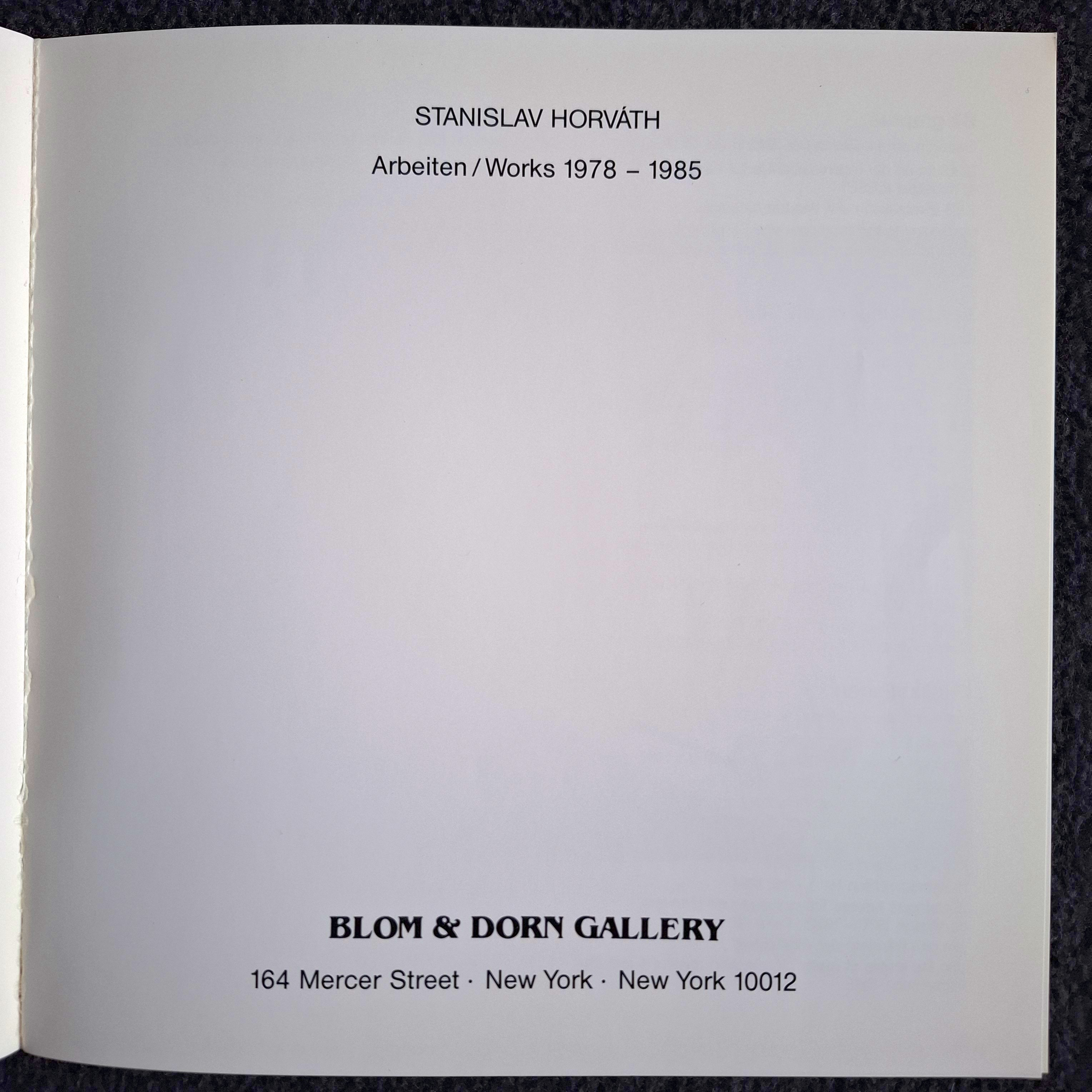
Stanislav Horváth - Katalog Blom & Dorn Gallery - Seite 1

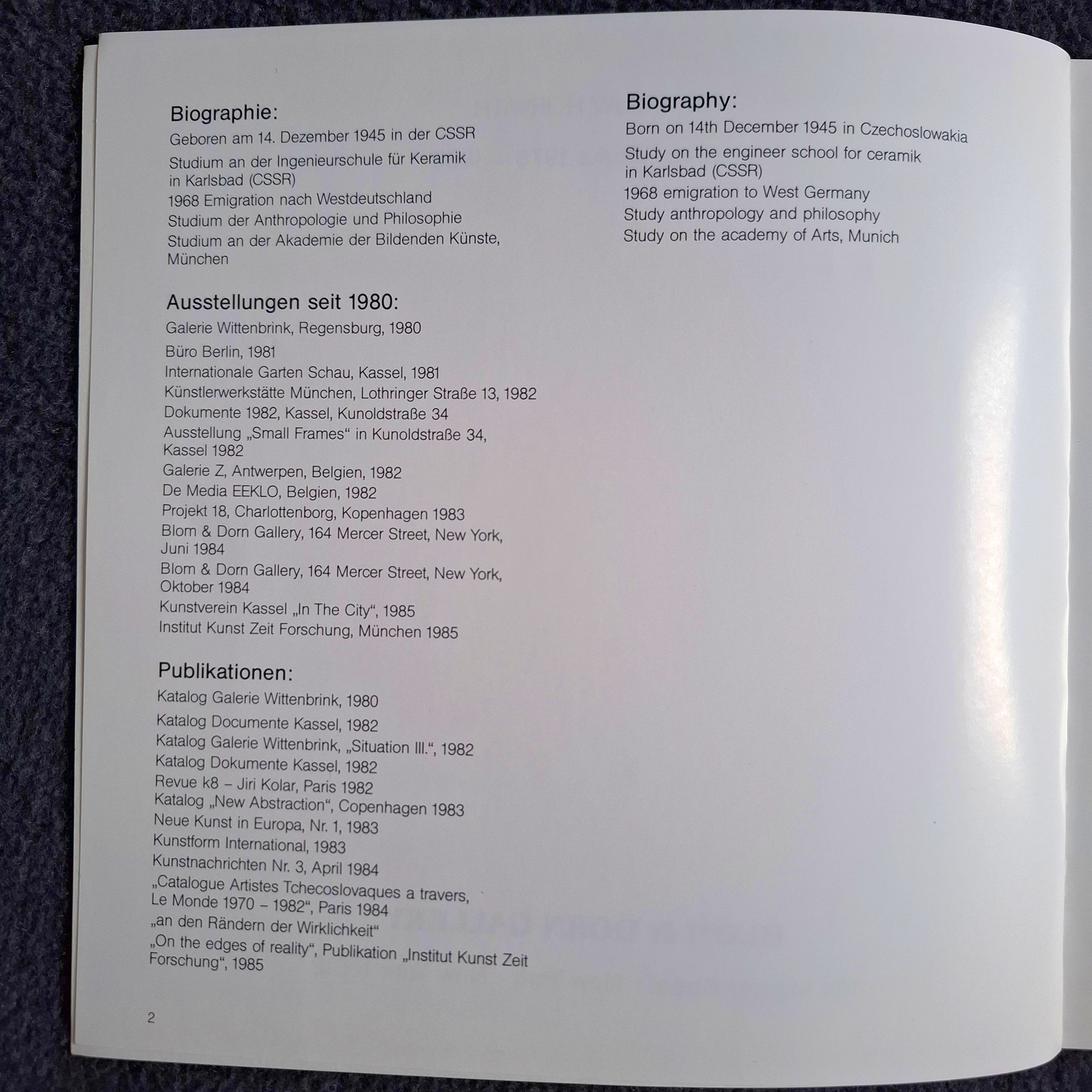
Stanislav Horváth - Katalog Blom & Dorn Gallery - Seite 2

- Katalog Die Revolutionen der Welt 2005. Wunderhorn Verlag.
- Katalog Stanislav Horváth „Bauhütte“ St. Markus Kirche München. 2000, darin: M. Flothow: Bauhütte von Stanislav Horváth.
- A. Kühne: Besuch in der Herzen-Werkstatt.
- Katalog Warten auf Wunder, Schleswig-Holstein-Haus, Kulturforum der Landeshauptstadt Schwerin, 1998, darin: Holler, W.: „Ein Blick auf das Bild mit den drei geschälten Kartoffeln“,
- Adam, A.: „Reise mit Matisse? Der Künstler und seine Freunde“,
- Graulich, G.: „Verflechtungen des Unmöglichen – Facetten der Malerei von Stanislav Horváth“
- Katalog Kunstverein Kapelle Weitendorf e.V. 1997, darin Dr. Sabine Fett, „Stilleben“
- Katalog Münchner Künstler fördern die Pinakothek der Moderne, Staatsgalerie moderner Kunst, München, 1996
- Katalog Domus, Arbeiten zum Thema „Haus“,
- Galerie Kasten & Steinmetz, Mannheim, 1994
- Katalog Staatsgalerie moderner Kunst, München, darin: Schulz-Hoffman, C.; Vorwort;
- Graulich, G., Ferienreise, Heimat, Denkmal, 1991
- Katalog Kunstverein Kassel, 1990
- Katalog Wertarbeit, Galerie der Künstler, darin: Schulz-Hoffman, C., Strategien der Umkehr oder ist Wertarbeit noch zu retten? München, 1988
- NIKE, Nr. 19, Sept. 1987
- Schulz-Hoffman, C.; Intensität statt Intention – Zum künstlerischen Werk von Stanislav Horváth
- Katalog Internationale Kunst aus Münchner Ateliers, 1986 Katalog Gallery Blom 6 Dorn, darin: Stabenow, C., Die geistige Bühne des Stanislav Horváth
- Wiedemann, Ch., Schwebende Harmonie, New York, 1986
- Katalog An den Rändern der Wirklichkeit, Stanislav Horváth & Jürgen O. Olbrich,
- Institut-Kunst-Zeit-Forschung München, 1985
- Katalog Artistes Tchecoslovaques à travers – Le monde, 1970-1982, Paris, 1984
- Katalog New Abstraction, Kopenhagen, 1983
- Katalog Arbeiten/Works 1978-1985, Blom & Dorn Gallery, New York, 1986